# روي وليامز (لاعب كرة قدم أمريكية أمريكي)
روي وليامز (بالإنجليزية: Roy Eugene Williams Jr.)‏ هو لاعب كرة قدم أمريكية أمريكي، ولد في 20 ديسمبر 1981 في أوديسا في الولايات المتحدة.

## وصلات خارجية
- روي وليامز على موقع مرجع كرة القدم المحترفة.كوم (الإنجليزية)
- روي وليامز على موقع IMDb (الإنجليزية)